# Alfred Wahl
Alfred Wahl (Colmar, 1938) és un historiador alsacià, especialitzat en història d'Alemanya contemporània. Començà treballant en un liceu de Haguenau i el 1980 fou professor de la Universitat de Metz, també s'ha especialitzat en l'esport en general i el futbol en particular, esport que va practicar en la seva joventut.
Autor de nombrosos estudis sobre història del futbol, Joseph Blatter, president de la FIFA, li va encarregar una compilació sobre el centenari de l'organització el 2004.
Políticament, també és membre del Moviment Republicà i Ciutadà, partit amb el qual fou candidat a la presidència del Consell Regional d'Alsàcia a les eleccions regionals de 2004 en una llista conjunta amb el PCF i el Partit Radical d'Esquerra, que va obtenir el 3,74%.

## Obres
- Archives du football. Sport et société en France (1880-1980), Collection Archives, Gallimard-Jeunesse, 1989
- La balle au pied. Histoire du football, coll. «Découvertes Gallimard» (nº 83), Gallimard-Jeunesse, 1990
- Les Forces politiques en Allemagne (XIXe – XXe siècles), Armand Colin (collection U), Paris, 1999
- Cultures et mentalités en Allemagne (1918-1960), Regards sur l'histoire, SEDES
- Les français et la France (1859-1889) Tome I, Regards sur l'histoire, SEDES
- Les français et la France (1859-1889) Tome II, Regards sur l'histoire, SEDES
- L'Allemagne de 1918 à 1945, Armand Colin, coll. Cursus Histoire, 2001
- La seconde histoire du nazisme, dans l'Allemagne fédérale depuis 1945, Armand Colin, 2006